# Colchester Town FC
Colchester Town FC (celým názvem: Colchester Town Football Club) byl anglický fotbalový klub, který sídlil ve městě Colchester v nemetropolitním hrabství Essex. Založen byl v roce 1873 pod názvem Colchester FC. Zanikl v roce 1937 kvůli dluhům ve výši 300 liber. Po jeho zániku byl ve městě založen klub Colchester United FC. Klubové barvy byly růžová a černá.
Své domácí zápasy odehrával na stadionu Layer Road.

## Historické názvy
Zdroj: 
- 1873 – Colchester FC (Colchester Football Club)
- 1899 – Colchester Town FC (Colchester Town Football Club)

## Získané trofeje
- Essex Senior Cup ( 1× )
  - 1883/84
- East Anglian Cup ( 1× )
  - 1906/07

## Úspěchy v domácích pohárech
Zdroj: 
- FA Cup
  - 3. předkolo: 1925/26, 1926/27

## Umístění v jednotlivých sezonách
Stručný přehled
Zdroj: 
- 1935–1937: Eastern Counties League
- 1937–1938: Essex County League

Jednotlivé ročníky
Zdroj: 
Legenda: Z - zápasy, V - výhry, R - remízy, P - porážky, VG - vstřelené góly, OG - obdržené góly, +/- - rozdíl skóre, B - body, červené podbarvení - sestup, zelené podbarvení - postup, fialové podbarvení - reorganizace, změna skupiny či soutěže
| Anglie (1935 – 1937) |                         |        |                                                             |                                                             |                                                             |                                                             |                                                             |                                                             |                                                             |                                                             |        |
| Sezóny               | Liga                    | Úroveň | Z                                                           | V                                                           | R                                                           | P                                                           | VG                                                          | OG                                                          | +/-                                                         | B                                                           | Pozice |
| 1935/36              | Eastern Counties League | –      | 22                                                          | 5                                                           | 2                                                           | 15                                                          | 46                                                          | 77                                                          | -31                                                         | 12                                                          | 11.    |
| 1936/37              | Eastern Counties League | –      | 21                                                          | 3                                                           | 1                                                           | 17                                                          | 33                                                          | 85                                                          | -52                                                         | 7                                                           | 11.    |
| 1937/38              | Essex County League     | –      | Klub se odhlásil v průběhu sezóny, výsledky byly anulovány. | Klub se odhlásil v průběhu sezóny, výsledky byly anulovány. | Klub se odhlásil v průběhu sezóny, výsledky byly anulovány. | Klub se odhlásil v průběhu sezóny, výsledky byly anulovány. | Klub se odhlásil v průběhu sezóny, výsledky byly anulovány. | Klub se odhlásil v průběhu sezóny, výsledky byly anulovány. | Klub se odhlásil v průběhu sezóny, výsledky byly anulovány. | Klub se odhlásil v průběhu sezóny, výsledky byly anulovány. | –.     |